# زينا ويرب
زينا ويرب (بالإنجليزية: Zena Werb)‏ (مواليد 1945) أستاذة ونائبة رئيس قسم التشريح بجامعة كاليفورنيا- سان فرانسيسكو. وهي أيضًا القائدة المشاركة لبرنامج السرطان والحصانة والبيئة الميكروية في مركز عائلة هيلين ديلر الشامل للسرطان، وعضو في اللجنة التنفيذية لمركز سيبر ساندلر لأبحاث الربو الأساسية في جامعة كاليفورنيا سان فرانسيسكو. يركّز بحثها على ميزات البيئة الميكوية الدقيقة للخلايا المحيطة بالخلايا مع اهتمام خاص بالنسيج البيني خارج الخلية ودور إنزيمات البروتياز في التأشير الخلوي (تبادل الإشارات بين الخلايا).

## التعليم والحياة المبكرة
وُلدت ويرب في ألمانيا في عام 1945. عاشت عائلتها اليهودية البولندية اللاجئة بعد الحرب في بولندا وإيطاليا قبل أن تهاجر إلى كندا في عام 1948 حيث نشأت ويرب في مزرعة في أونتاريو.
أخذت زينا ويرب البكالوريوس في الكيمياء الحيوية من جامعة تورنتو- كندا في عام 1966. تخصصت قبل ذلك بعلم فيزياء الأرض، ولكنها غيرت تخصصها بعد أن قيل لها لا يوجد أماكن للنساء في العمل الميداني. حصلت ويرب على الدكتوراه في بيولوجيا الخلية من جامعة روكفلر في عام 1971، حيث عملت تحت إشراف زانفيل كوهن على أطروحة بعنوان «ديناميات كوليسترول أغشية الخلايا البلعمية». عملت بعد التخرج في مختبر أبحاث سترينج وايز في كامبريدج بالمملكة المتحدة كباحثة لما بعد الدكتوراه مع جون دينجل من 1971 إلى 1973، وكزميل باحث من 1973 إلى 1975.

## العمل الأكاديمي
قضت ويرب عامًا كأستاذ مساعد زائر في كلية دارتموث الطبية في نيو هامبشير قبل الانتقال إلى جامعة كاليفورنيا في سان فرانسيسكو في عام 1976 حيث أصبحت أستاذًا كاملًا في عام 1983. شغلت منصب رئيس الجمعية الأمريكية لبيولوجيا الخلية في عام 2004. تحدثت عن قيمة الإجازات الأكاديمية، وقضت في عام 2007 إجازة في معهد ماكس بلانك من خلال جائزة ألكسندر فون هومبولت للأبحاث.
كتبت ويرب وأجرت مقابلات حول تجربتها كامرأة في المجال العلمي واصفةً البيئة التي تدربت فيها بأنها تجربة تضمّنت التمييز الجنسي، وأشارت إلى أن التحيز الجنسي لا يزال قائمًا في الخفاء على الرغم من التحسن في تمثيل المرأة في العلوم منذ بدأت هي تدريبها، و لا يزال التمثيل المنخفض للمرأة في المناصب العليا يمثل مشكلة قائمة. ويرب عضو في هيئة تحرير «الخلية التنموية- Developmental Cell».

## الجوائز والتكريمات
تلقت ويرب زمالة غوغنهايم في عام 1985. حصلت في عام 1996على جائزة اتحاد الجمعيات الأمريكية لعلم الأحياء التجريبي (FASEB) للتميز في العلوم،  وحصلت في عام 2001 على جائزة الجمعية الأمريكية لأبحاث السرطان للنساء في محاضرة شارلوت التذكارية لأبحاث السرطان ومحاضرة أبحاث كلية أعضاء هيئة التدريس الأمريكية السنوية. منحت الجمعية الأمريكية لبيولوجيا الخلية زينا ويرب وريتشارد هاينز أكثر جوائزها شهرةً في عام 2007 -وهي ميدالية إدوارد ويلسون. حصلت ويرب في عام 2010 على جائزة الإنجاز مدى الحياة من النساء في البيولوجيا الخلوية، وهي مجموعة فرعية تابعة للجمعية الأمريكية لبيولوجيا الخلية. حصلت في عام 2015 على جائزة المعلمين للإنجاز على مدى الحياة.
انتُخبَت ويرب زميلًا للأكاديمية الأمريكية للفنون والعلوم في عام 2003، وعضوًا في الأكاديمية الوطنية للعلوم بالولايات المتحدة في عام 2010.

## العمل البحثي
درست مجموعة أبحاث ويرب التأثيرات على الخلايا في البيئة الميكروية خارج الخلية ودور إنزيمات البروتياز، وبشكل خاص البروتينات المعدنية في النسيج الخلالي. بحثت المجموعة أيضًا في دور هذه الآثار على العمليات البيولوجية مثل نضوج الخلايا الجذعية والأورام حيث استخدموا سرطان الثدي في الفئران كنموذج. من المعترف به على نطاق واسع أن عملها في تأسيس الدور الفعال لإدارة المحتوى في إشارات الخلية الطبيعية وفي تطور السرطان مؤثر ومهم للغاية.